# Blindaj Chobham

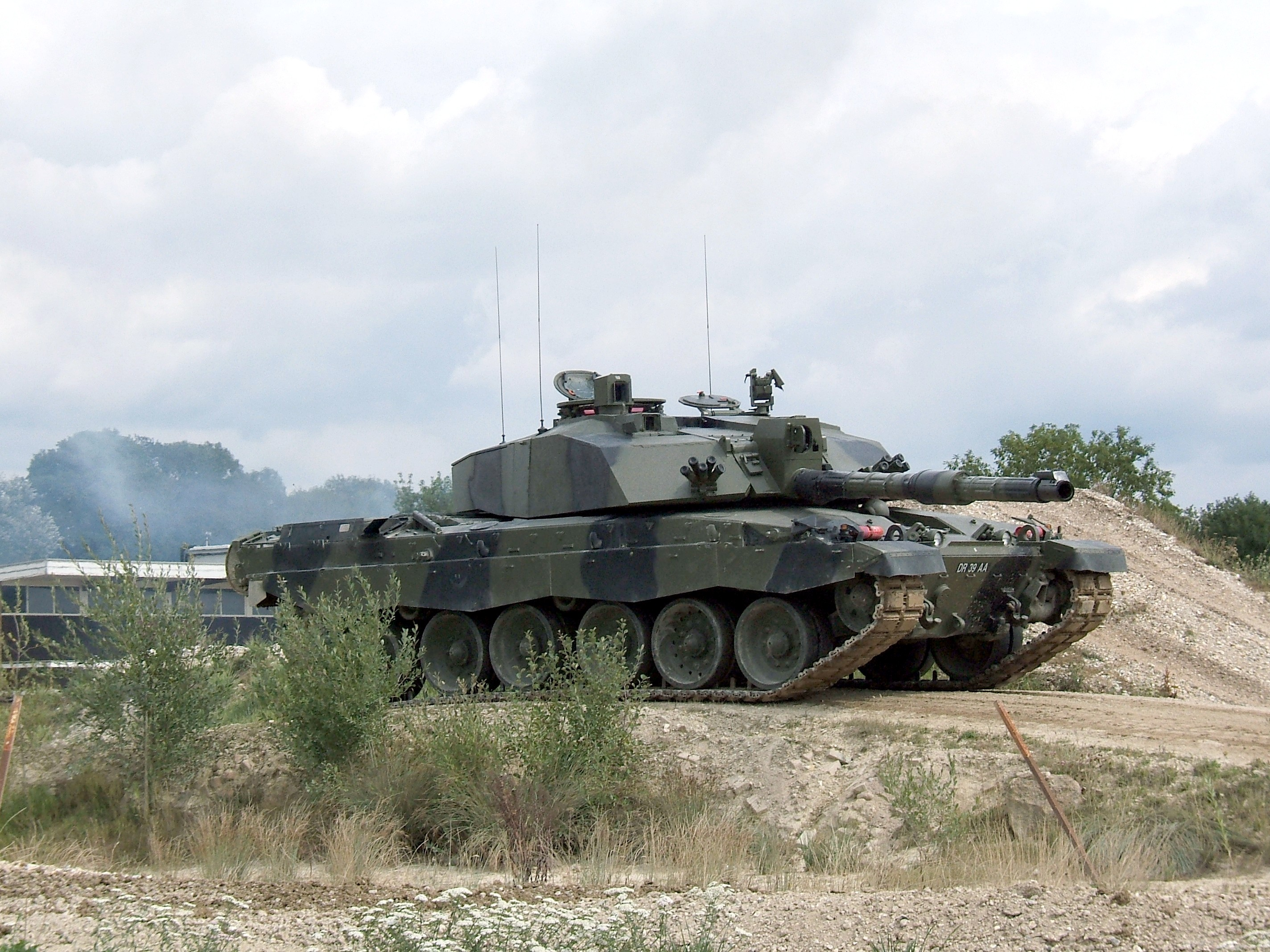
Tanc Challenger 2 britanic dotat cu blindaj de tip Chobham

Blindajul Chobham este numele neoficial al blindajului compozit, secretizat, descris ca fiind compus din straturi de ceramică, oțel și straturi elastice. Blindajul a fost dezvoltat în anii 1960 de centrele de cercetări britanice de la Chobham Common din comitatul Surrey, Anglia. 
Blindajul Chobham  asigură rezistență superioară împotriva proiectilelor antitanc cumulative HEAT și proiectilelor perforante care folosesc energie cinetică.
Doar tancurile M1 Abrams, Challenger 1 și Challenger 2 au fost dotate cu astfel de blindaje.